# Triangolo di Primavera

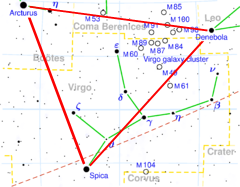
L'asterismo del Triangolo di Primavera.

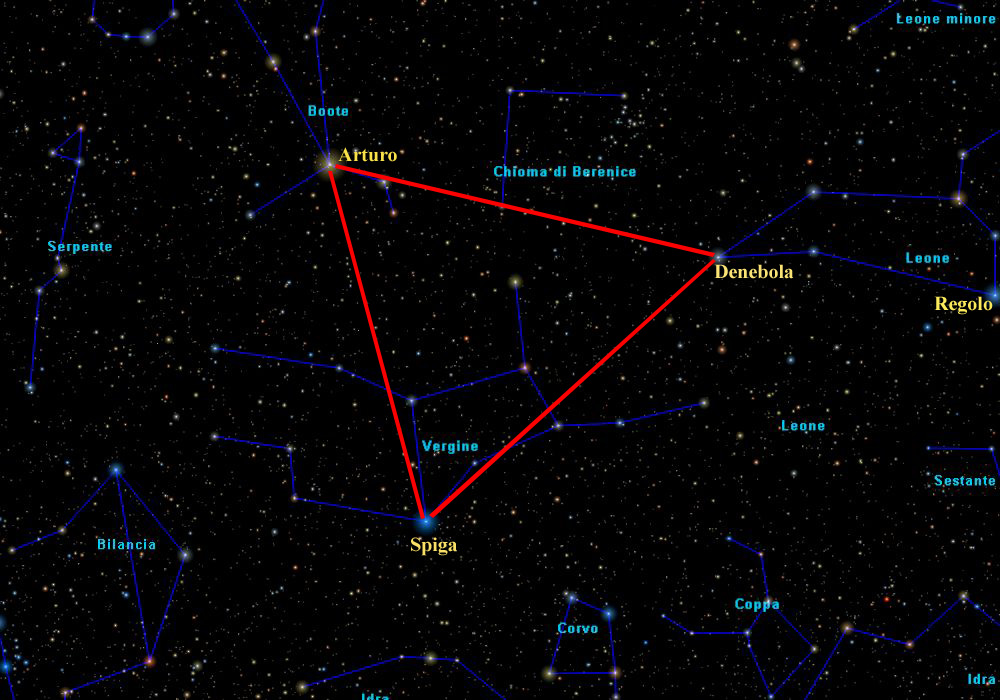
L'asterismo del Triangolo di Primavera.

Il Triangolo di Primavera è un asterismo formato dalle stelle Arturo, Spica e Denebola; è così chiamato a causa della sua massima visibilità, nell'emisfero boreale, che cade nei mesi primaverili.
Per altri il triangolo di primavera è considerato l'asterismo composto dalle stelle Arturo, Spica e Regolo; Regolo è infatti più brillante, ma in questo caso il triangolo risulta isoscele e più allungato del precedente che è quasi equilatero.

## Osservazione
Nell'emisfero boreale, e in parte in quello australe, per identificare il Triangolo di Primavera ci si rifà alle tre stelle di coda del Grande Carro: prolungando verso sud-est l'arco di queste stelle, si arriva dapprima ad Arturo, vertice orientale dell'asterismo, e poi, scendendo ancora, si individua Spica, il suo vertice meridionale.
L'area del Triangolo ricade quasi per intero nella costellazione della Vergine, e i vertici settentrionali sono costituiti dalla brillante stella Arturo, della costellazione del Boote, e da Denebola, che forma la coda del Leone.
Il vertice occidentale occupa un'area molto nota ad astronomi ed appassionati, a causa dell'elevato numero di galassie luminose, alcune delle quali sono osservabili anche con piccoli strumenti, che formano un ammasso relativamente vicino a noi, l'Ammasso della Vergine.
Il vertice meridionale è invece costituito da Spica, la brillante stella α della costellazione della Vergine; nei pressi di questa stella giace il piano dell'eclittica.
Le tre stelle fanno parte di un più esteso asterismo primaverile, il Diamante della Vergine.